# 孫泳
孫 泳（そん えい、生没年不詳）は、五胡十六国時代の前燕の人物。昌黎郡の出身。子は孫希。

## 生涯
前燕に仕え、朝鮮県令に任じられていた。
338年5月、後趙の天王石虎は、前燕全域に使者を遣わし、後趙側に寝返るよう誘いをかけた。孫泳はこの誘いを拒んだ。王清らが密かに後趙との内応を図ったが、孫泳は捕らえて殺害した。共謀者数百人は恐れて罪を請うたが、孫泳は罪には問わず、共に守りを固めた。後趙に勝利した後、燕王慕容皝は孫泳・将軍慕輿根・楽浪郡太守鞠彭の功績を賞した。
南部都尉に任じられた。
350年2月、前燕軍の侵攻に、後趙の征東将軍鄧恒は倉庫を焼いて安楽から逃走した。孫泳は安楽へ急行、倉庫の消火、穀物・布等の物資を接収した。
3月、燕王慕容儁は孫泳を広寧郡太守に任じた。
これ以後の事績は、史書に記されていない。